# Birky (rejon czuhujewski)
Birky (ukr. Бірки) – wieś na Ukrainie, w obwodzie charkowskim, w rejonie czuhujewskim, w hromadzie Zmijiw. W 2001 liczyła 2936 mieszkańców.